# Taux d'intérêt effectif
Le taux d'intérêt effectif représente le taux annuel capitalisé annuellement équivalent au taux d'intérêt nominal d'un emprunt ou d'un produit financier.
le taux effectif par année est donné par:
{\displaystyle 1+i=(1+r/m)^{m}}
avec:
i = le taux effectif 
r = le  taux nominal, donc r/m est le taux périodique (ie. par période de capitalisation)
m = Nombre de capitalisation par année
le taux effectif par période de versement est donné par :
{\displaystyle 1+i=(1+r/m)^{c}}
avec
k = Nombre de versement par année
c = Nombre de capitalisation par période de versement
et {\displaystyle c=m/k}
L'exposant (m ou c ou autre) doit toujours refléter une période d'application de taux, exprimée en nombre de périodes de capitalisations. Tout se passe comme si l'unité de temps est la période de capitalisation, si bien que pour une période d'un an, l'exposant sera 4 si la capitalisation est trimestrielle, ou 2 si la capitalisation est semestrielle.
L'exposant prend donc toujours la forme de {\displaystyle t*m} , avec t: la période considérée (exprimée en année) et m défini comme au-dessus. Pour le cas du taux effectif annuel on retrouve bien {\displaystyle t*m=m} , puisque t = 1.
On peut en conclure que l'exposant n'a pas de dimension (temps/temps) et qu'il exprime uniquement un nombre de capitalisations.
Par exemple, le taux effectif équivalent à {\displaystyle \textstyle 10(4)\%} (10% capitalisé trimestriellement) avec une période de versement semestriel:
les capitalisations: m = 4 / année
les versements: k = 2 / année
et c = 4 / 2 = 2
- {\displaystyle i=(1+0.10/4)^{2}-1=0.050625=5.06\%} par semestre (période de versement)

- {\displaystyle i=(1+0.10/4)^{4}-1=0.103812=10.38\%} par année